# MzDB
mzDB ist ein offenes Dateiformat in der Chromatographie/Massenspektrometrie. Es speichert die Messdaten in einer relationalen Datenbank ab. Insbesondere bei größeren Datensätzen, die bei Experimenten in der Proteomik auftreten können, lassen sich die Messsignale so effizienter extrahieren und Zielverbindungen zuordnen. Die verwendete SQLite-Datenbank benötigt keinen Server und liegt portabel als Datei vor. Im Vergleich mit XML-basierten Dateiformaten wie mzML ist die Dateigröße geringer. Die Zugriffszeit ist im Vergleich zu binären Formaten wie mz5 verringert.